# Serejohyale youngi
Serejohyale youngi is een vlokreeftensoort uit de familie van de Hyalidae. De wetenschappelijke naam van de soort is voor het eerst geldig gepubliceerd in 2001 door Serejo.